# Флаг Кировоградской области
Флаг Кировоградской области (укр. Прапор Кіровоградської області) является символом Кировоградской области Украины, который отображает историю и традиции области. Вместе с гербом составляет официальную символику органов городского самоуправления и исполнительной власти Кировоградской области. Флаг был утверждён 29 июля 1998 года.

## Описание
Это прямоугольное полотнище с соотношением сторон 2:3. Разделено вертикально на две равновеликих части; от древка на малиновом поле жёлтый степной (скифский) орёл с повёрнутой к древку головой, с другого края — жёлтое поле. Авторами герба и флага являются В. Кривенко и Г. Шляховый.